# Pro Short
Pro Short ist als Schweizer Kurzfilmverband die Interessenvertretung für den Schweizer Kurzfilm.

## Entstehungsgeschichte
Pro Short wurde im Januar 2017 während der Solothurner Filmtage gegründet; im Nachgang des Filmfestivals Locarno 2017 trat der Vorstand erstmals an die Öffentlichkeit. Der Vorstand setzt sich zusammen aus Vertretern verschiedener Berufsgattungen wie Regie, Produktion, Programmatik und Schauspiel aus den verschiedenen Landesteilen der Schweiz.
Seit Frühjahr 2019 verfügt der Verein über eine eigene Geschäftsstelle, die mit einem Teilzeitpensum dotiert ist.
Im Sommer 2021 gliederte sich der Verein in Form einer Interessengruppe (IG) an den Schweizer Regie- und Drehbuchverband ARF/FDS an. Pro Short bleibt dabei weiterhin als unabhängiger Verein bestehen, ist jedoch in näherem Austausch mit dem bereits älteren und renommierten ARF/FDS, nicht zuletzt dadurch, dass ein Vorstandsmitglied von Pro Short ebenfalls in den Vorstand des ARF/FDS aufgenommen wurde.

## Zweck
Der Verband ist Vertreter der Interessen des Schweizer Kurzfilmschaffens und Ansprechpartner innerhalb der Schweizer und internationalen Filmpolitik. Er setzt sich ein für die Sichtbarkeit des Kurzfilmes in der Schweiz, mit Hauptaugenmerk auf Produktions- und Auswertungsbedingungen. Zudem bietet Pro Short ein Netzwerk zum Austausch unter Kurzfilmschaffenden.
Anders als beispielsweise die AG Kurzfilm (Deutschland) ist Pro Short nicht zuständig für die Promotion der Filme, diese liegt weiterhin bei der Schweizer Promotionsagentur Swiss Films.

## Mitglieder
Mitglied werden kann jede Person, die sich mit Kurzfilm beschäftigt oder sich für den Kurzfilm interessiert; der Verein ist offen für Mitglieder aller Berufsgattungen (namentlich Regie, Drehbuch, Technik, Verleih, Kuration, Festival). Auch Firmen oder Institutionen können auch als solche Mitglied werden (beispielsweise Produktionsfirmen, Filmfestivals, Hochschulen).
Seit kurz nach der Gründung sind alle fünf staatlichen bzw. teilstaatlichen Filmhochschulen ZHDK, HSLU, écal (Lausanne), HEAD (Genf) und Cisa (Locarno) Mitglieder von Pro Short (Stand Nov 2020).
Den Grossteil der Mitglieder sind jedoch Einzelpersonen und Produktionsfirmen, wie es auch bei den Berufsverbänden wie beispielsweise dem Regie- und Drehbuchverband oder den Produzentenverbänden der Fall ist.